# Ginster-Streckfuß

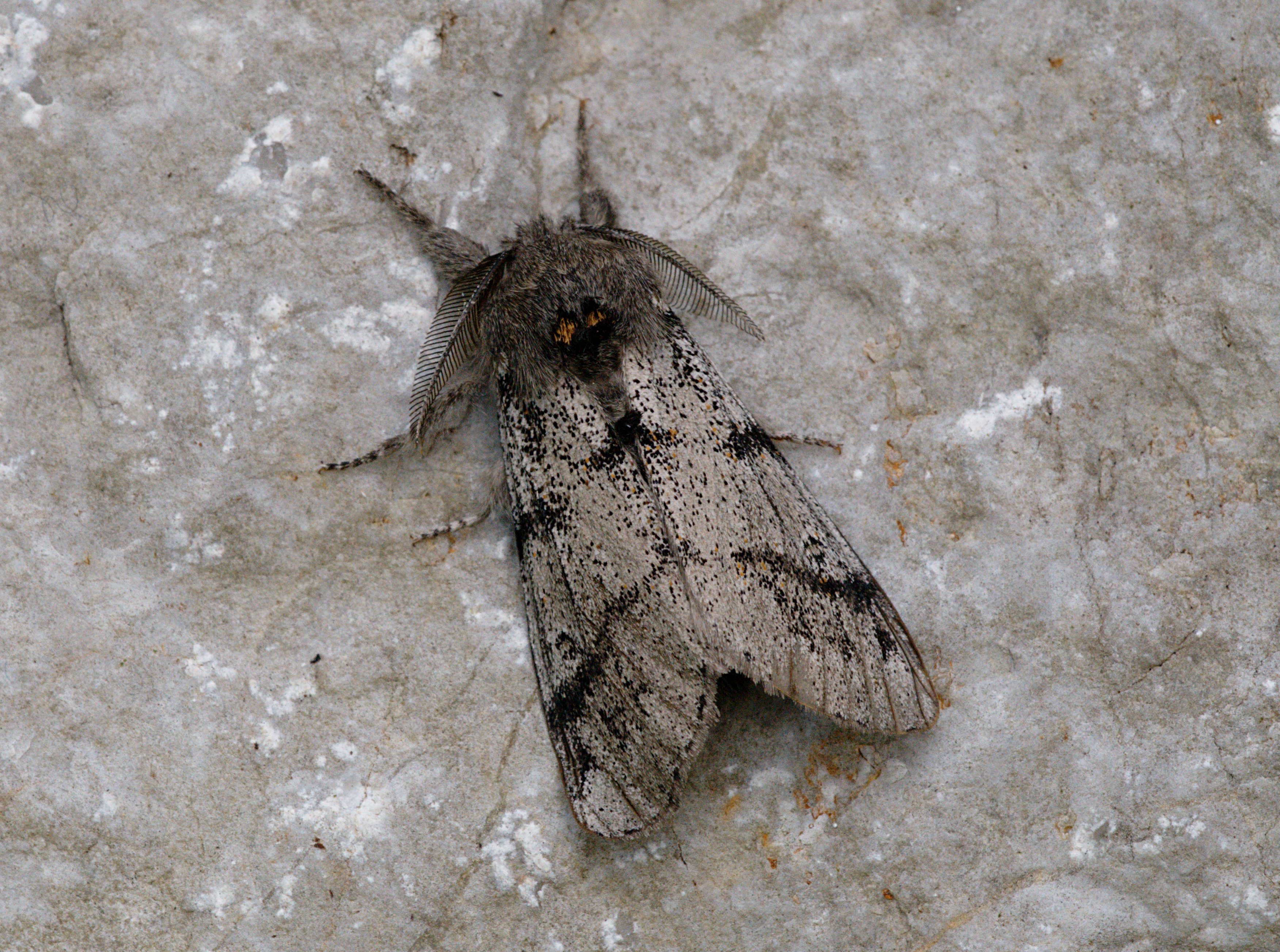
Ginster-Streckfuß (Calliteara fascelina)

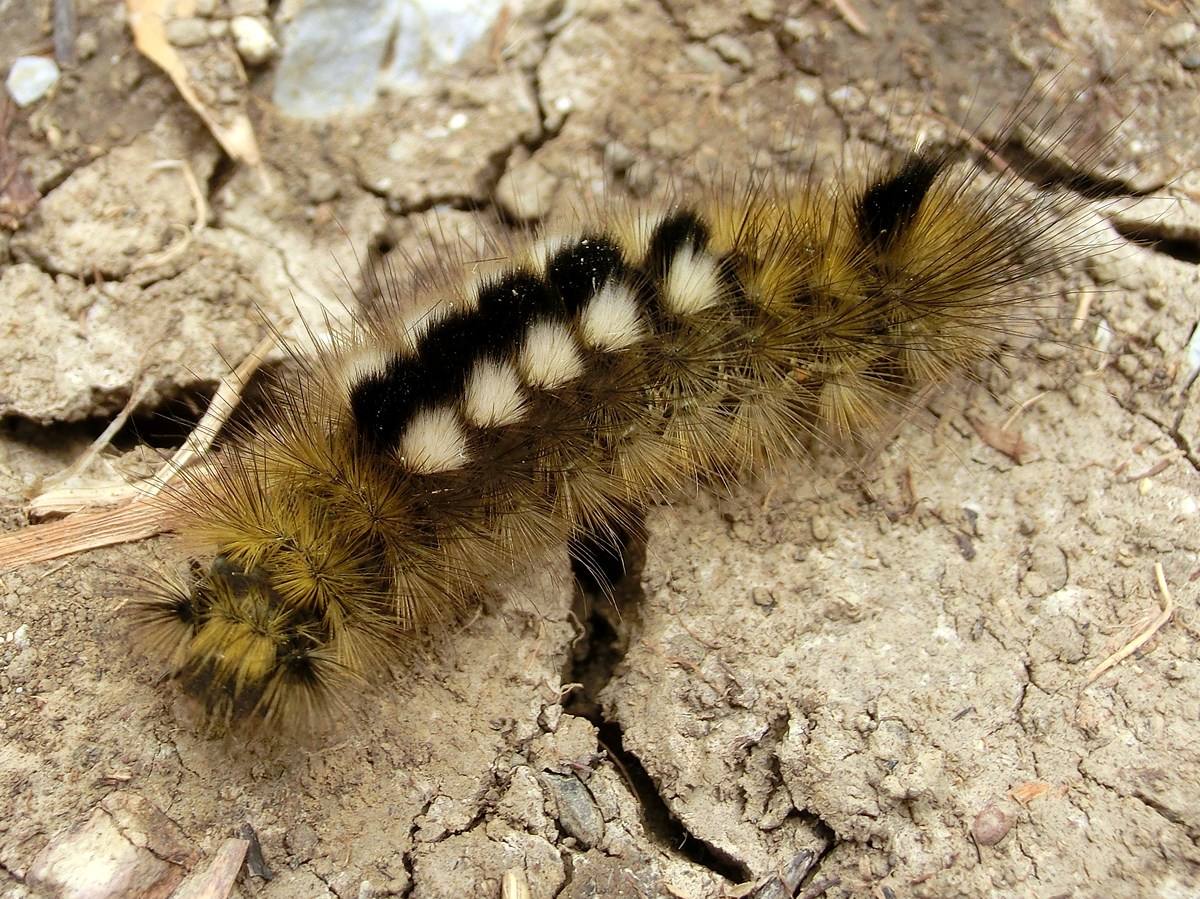
Ginster-Streckfuß, Raupe

Der Ginster-Streckfuß, auch Rötlichgrauer Bürstenspinner oder Ginster-Bürstenspinner (Calliteara fascelina) ist ein Schmetterling (Nachtfalter) aus der Unterfamilie der Trägspinner (Lymantriinae) innerhalb der Familie der Eulenfalter (Noctuidae).

## Merkmale
Die Falter erreichen eine Flügelspannweite von 35 bis 45 Millimetern. Sie haben graue Vorderflügel, auf denen zwei dunkle Querbinden, die manchmal orange gesprenkelt sind, die Flügel in drei etwa gleich große Bereiche aufteilen. Die Vorderflügel sind zusätzlich fein dunkel gesprenkelt, im Mittelfeld befindet sich ein meist heller Fleck. Die graue Flügelgrundfärbung kann von sehr hell bis zu sehr dunkel variieren. Die Weibchen sind in der Regel dunkler als die Männchen. Die Hinterflügel sind heller grau, als die Vorderflügel.
Die Raupen werden ca. 50 Millimeter lang. Sie sind dunkelgrau gefärbt und sind stark und lang hell- bis dunkelgrau und manchmal auch schmutzig gelb behaart. Sie tragen am vierten bis achten Segment dichte, in der Mitte schwarze, an den Seiten weiße Haarbüschel. Diese können an den vorderen Segmenten ganz schwarz und an den hinteren Segmenten rein weiß gefärbt sein. Am elften Segment tragen sie ein weiteres, schwarzes Haarbüschel.

### Ähnliche Arten
- Tannen-Streckfuß (Calliteara abietis)
- Buchen-Streckfuß (Calliteara pudibunda)
- Gynaephora groenlandica

### Synonyme
- Dicallomera fascelina

## Vorkommen
Die Tiere kommen in fast ganz Europa, östlich bis Ostasien vor. Sie fehlen im hohen Norden und in Teilen des Mittelmeergebiets und in Westeuropa an der Atlantikküste. Sie leben in sonnendurchflutetem und offenem Gelände, wie z. B. auf Heiden und sind besonders im Bergland zu finden. Sie sind in den Alpen häufig, sonst in ihren Populationen in Mitteleuropa stark rückläufig.

## Lebensweise
Die nachtaktiven Falter strecken in ihrer Ruheposition ihre Vorderbeine nach vorne, weswegen sie auch ihren deutschen Namen erhalten haben.

### Flug- und Raupenzeiten
Die Falter fliegen von Ende Juni bis Ende Juli, die Raupen findet man von August bis in den Mai des darauffolgenden Jahres.

### Nahrung der Raupen
Die polyphagen Raupen ernähren sich von verschiedenen krautigen und holzigen Pflanzen, wie z. B. von Besenginster (Cytisus scoparius), Eingriffeligem Weißdorn (Crataegus monogyna), Brombeeren (Rubus fruticosus), Besenheide (Calluna vulgaris), Saat-Esparsette (Onobrychis viciifolia), Wiesensalbei (Salvia pratensis) und Gewöhnlichem Hornklee (Lotus corniculatus).

## Entwicklung
Die Weibchen bedecken ihre Eier nach dem Ablegen mit ihren dunklen Afterhaaren. Die Verpuppung findet in einem schwarzgrauen Kokon am Boden statt. Die Puppe ist schwarz und leicht gelblich oder bräunlich behaart. Die Überwinterung erfolgt als junge Raupe.

## Gefährdung und Schutz
- Rote Liste BRD: 3 (gefährdet).[4]

## Sonstiges
Raupe und Imago des Ginster-Streckfußes sind auf dem 500-Mark-Schein der vierten Serie auf einem Löwenzahn sitzend abgebildet.

## Belege